# 小曽根駅
小曽根駅（こぞねえき）は、かつて新潟県長岡市小曽根町にあった越後交通栃尾線の駅である。1975年（昭和50年）4月1日、栃尾線の全線廃止により廃駅となった。

## 駅構造
地上駅。詳しい構造は不明。開業当初は列車交換不可能だったが、廃止時点では列車交換が可能であった（構造が改められた時期も不明）。有人駅だったが、晩年は委託化された。

## 歴史
- 1915年（大正4年）6月28日 - 栃尾鉄道により開業。
- 1956年（昭和31年）11月20日 - 社名変更に伴い栃尾電鉄の駅となる。
- 1960年（昭和35年）10月1日 - 長岡鉄道、中越自動車との3社合併により越後交通の駅となる。
- 1971年（昭和46年）9月1日 - 簡易委託駅となる。
- 1975年（昭和50年）4月1日 - 栃尾線の全線（長岡 - 上見附間）廃止により廃駅となる。

## 駅跡
駅施設は撤去され、空き地となっている。駅の名を留めるものも残っていない。

## 駅周辺
2011年現在の周辺施設等は以下のとおり。
- 国道8号（長岡東バイパス）
- 龍源寺

## 隣の駅
越後交通
栃尾線（廃止）
下新保駅 - 小曽根駅 - 宮下駅